# Westervoort
Westervoort est une commune néerlandaise, en province de Gueldre. Elle compte environ 15 100 habitants (2023).